# Indrek Tobreluts
Indrek Tobreluts, né le 5 avril 1976 à Tartu, est un fondeur et biathlète estonien. Il a participé à cinq éditions des Jeux olympiques entre 1998 et 2014.

## Biographie
Il est caporal dans l'armée estonienne.
Tobreluts commence sa carrière dans la Coupe du monde lors de la saison 1994-1995. Il marque des points seulement à partir de la saison 1999-2000. Entre-temps, l'Estonien est sélectionné pour les Jeux olympiques d'hiver de 1998 à Nagano, où il est 36e du sprint. Il remporte son premier titre en gagnant le sprint des Championnats du monde de biathlon d'été 2000.
Indrek Tobreluts obtient son premier top dix en Coupe du monde en 2002 en terminant dixième du sprint d'Holmenkollen.
En 2004, il est cinquième du sprint de Pokljuka, son meilleur résultat à ce niveau.
Il prend part aux Jeux olympiques d'hiver de 2006, où il est 40e au sprint notamment. En 2010, il améliore ce résultat avec une 31e place dans cette discipline.
Aux Jeux olympiques d'hiver de 2014, pour sa cinquième participation, il obtient son meilleur résultat individuel avec une 29e place sur l'individuel. Il a porté le drapeau estonien à la cérémonie d'ouverture.
Il annonce sa retraite sportive en janvier 2016 après une sérieuse blessure contractée à l'été 2015.
En 2018, il devient l'entraîneur en chef de l'équipe nationale estonienne.

## Palmarès

### Jeux olympiques d'hiver
| Épreuve / Édition   | Individuel | Sprint | Poursuite                        | Départ en masse                  | Relais | Relais mixte                     |
| Nagano 1998         | -          | 36e    | Épreuve inexistante à cette date | Épreuve inexistante à cette date | 13e    | Épreuve inexistante à cette date |
| Salt Lake City 2002 | 53e        | 48e    | 31e                              | Épreuve inexistante à cette date | 11e    | Épreuve inexistante à cette date |
| Turin 2006          | 66e        | 40e    | 43e                              | -                                | 15e    | Épreuve inexistante à cette date |
| Vancouver 2010      | -          | 31e    | 48e                              | -                                | 14e    | Épreuve inexistante à cette date |
| Sotchi 2014         | 29e        | 53e    | 45e                              | -                                | 17e    | -                                |

- - : pas de participation à l'épreuve.
- : épreuve inexistante lors de cette édition.

Il participe également au sprint de ski de fond des Jeux de 2002, terminant 32e.

### Championnats du monde
| Épreuve / Édition                      | Individuel | Sprint | Poursuite                        | Mass start                       | Relais | Relais mixte                     |
| Mondiaux 1995 Antholz                  | -          | 81e    | Épreuve inexistante à cette date | Épreuve inexistante à cette date | 18e    | Épreuve inexistante à cette date |
| Mondiaux 1996 Ruhpolding               | -          | 77e    | Épreuve inexistante à cette date | Épreuve inexistante à cette date | 17e    | Épreuve inexistante à cette date |
| Mondiaux 1997 Brezno                   | -          | 70e    | -                                | Épreuve inexistante à cette date | 9e     | Épreuve inexistante à cette date |
| Mondiaux 1999 Kontiolahti Holmenkollen | 63e        | 58e    | 52e                              | -                                | 13e    | Épreuve inexistante à cette date |
| Mondiaux 2000 Holmenkollen             | 26e        | 17e    | 42e                              | -                                | 13e    | Épreuve inexistante à cette date |
| Mondiaux 2001 Pokljuka                 | Abandon    | 67e    | -                                | -                                | 15e    | Épreuve inexistante à cette date |
| Mondiaux 2003 Khanty-Mansiïsk          | -          | 18e    | Abandon                          | -                                | 9e     | Épreuve inexistante à cette date |
| Mondiaux 2004 Oberhof                  | 27e        | 35e    | 22e                              | -                                | 14e    | Épreuve inexistante à cette date |
| Mondiaux 2005 Hochfilzen               | 70e        | 69e    | -                                | -                                | -      | -                                |
| Mondiaux 2007 Antholz                  | 47e        | 20e    | Abandon                          | -                                | 11e    | 12e                              |
| Mondiaux 2008 Östersund                | -          | 30e    | 60e                              | -                                | 12e    | 11e                              |
| Mondiaux 2009 Pyeongchang              | 82e        | 64e    | -                                | -                                | 14e    | 13e                              |
| Mondiaux 2011 Khanty-Mansiïsk          | 24e        | 43e    | 37e                              | -                                | 15e    | 14e                              |
| Mondiaux 2012 Ruhpolding               | 51e        | 69e    | -                                | -                                | 18e    | 15e                              |
| Mondiaux 2013 Nove Mesto               | 56e        | 86e    | -                                | -                                | 15e    | -                                |

### Coupe du monde
- Meilleur classement général : 31e en 2004.
- Meilleur résultat : 5e.

#### Différents classements en Coupe du monde
| Année     | Classement général final | Sprint | Poursuite | Individuel | Mass start |
| 1999-2000 | 56e                      | 47e    | -         | -          | -          |
| 2000-2001 | 55e                      | 57e    | 40e       | 44e        | -          |
| 2001-2002 | 62e                      | 41e    | -         | 58e        | -          |
| 2002-2003 | 45e                      | 29e    | 55e       | -          | -          |
| 2003-2004 | 31e                      | 28e    | 31e       | 51e        | 28e        |
| 2004-2005 | 75e                      | 55e    | -         | -          | -          |
| 2005-2006 | 84e                      | 73e    | 74e       | -          | -          |
| 2006-2007 | 62e                      | 45e    | -         | -          | -          |
| 2007-2008 | 85e                      | 68e    | -         | -          | -          |
| 2008-2009 | 98e                      | 84e    | -         | -          | -          |
| 2009-2010 | 79e                      | 65e    | -         | -          | -          |
| 2010-2011 | 84e                      | 93e    | 82e       | 52e        | -          |
| 2011-2012 | 59e                      | 56e    | 62e       | 57e        | -          |
| 2012-2013 | 76e                      | 68e    | 77e       | -          | -          |

### Championnats du monde de biathlon d'été
- Médaille d'or du sprint en 2000.
- Médaille d'argent du relais en 2000.
- Médaille d'argent du sprint en 2004 et 2006.
- Médaille d'argent de la poursuite en 2000, 2006.
- Médaille d'argent de la mass start en 2007.